# Flat Holm
Flat Holm (en galés: Ynys Echni) es una isla de caliza deshabitada, ubicada en el Canal de Bristol. La tierra firme que está más cerca a Flat Holm es el Vale of Glamorgan, pero la isla es administrada por la autoridad unitaria de Cardiff, la capital de Gales en el Reino Unido. Es además el punto más al sur de Gales.
Holm significa isla en el idioma noruego antiguo, mientras Flat significa llana en el idioma inglés. Su nombre se origina en el de otra isla ubicada al sureste de Flat Holm que se llama Steep Holm (Isla empinada).
Fue habitada por primera vez durante la Edad de Bronce, demostrado por el descubrimiento de una hacha de bronce en 1988. Durante la época posromana en el siglo VI, Cadoc, un 'ermitaño santo', vivió en Flat Holm durante unos siete años, mientras su amigo Gildas era el ermitaño de Steep Holm, una isla cercana.
El 13 de mayo de 1897 Guglielmo Marconi, pionero italiano de la radio, transmitió la primera señal de radio desde Flat Holm hasta la tierra firme galesa.
Desde 1972 Flat Holm es en su totalidad un sitio de especial interés científico, debido a sus hierbas marítimas que resisten a los niveles altos de sal en el agua (planta halófila). Durante el siglo XII los conejos fueron introducidos a Flat Holm para agricultura, pero ahora padecen mixomatosis.